# 白马寺镇 (洛阳市)
白马寺镇，是中华人民共和国河南省洛陽市瀍河回族区下辖的一个乡镇级行政单位。
白马寺镇原属洛龙区，2022年起委托瀍河回族区管辖。

## 行政区划
白马寺镇下辖以下地区：
车站街社区、东明社区、枣园村、白马寺村、分金沟村、白王村、黑王村、孙村、周村、下黄村、大里王村、孔寨村、杨湾村、半个店村、帽郭村、董村、十里铺村、吕庙村、马沟村和栏沟村。